# Pseudogaurax longilineatus
Pseudogaurax longilineatus är en tvåvingeart som beskrevs av Curtis W. Sabrosky 1949. Pseudogaurax longilineatus ingår i släktet Pseudogaurax och familjen fritflugor. Inga underarter finns listade i Catalogue of Life.